# DEDF (форум)
Форум разработчиков цифровой электроники (DEDF — Digital Electronics Developers Forum) — практические конференции по разработке аппаратного и программного обеспечения электронных устройств, которые проходили с 2009 по 2012 годы в Минске и Москве. Учредителем и организатором этого события была компания Promwad — один из крупнейших независимых дизайн-центров электроники в Восточной Европе.
В каждом форуме принимали участие более 100 специалистов из России и Беларуси. В качестве докладчиков были приглашенные эксперты из других стран. Основная аудитория DEDF — инженеры-разработчики, программисты и другие технические специалисты, руководители отделов разработки и представители компаний-дистрибьюторов электронных компонентов. Участие в форумах было бесплатное.
Цель DEDF: объединение ведущих разработчиков цифровой электроники на территории стран СНГ и создание общей площадки для общения и обмена опытом. Каждый год форум посвящался вопросам применения определенных технологий.

## История форума

### DEDF-2009
Впервые DEDF состоялся в 26 ноября 2009 года в Минском международном образовательном центре им. Йоханнеса Рау (Беларусь). Это был первый на постсоветском пространстве форум разработчиков цифровой электроники, его организовали дизайн-центр электроники Promwad и компания «Альфачип».
Главной темой форума стала практика применения цифровых сигнальных процессоров компании Analog Devices в проектировании цифровой электроники. Выбор тематики был обусловлен популярностью чипов AD среди инженеров-разработчиков для разработки устройств в области автомобильной электроники, мультимедиа, промышленной автоматизации, измерительной техники и в системах «умного дома».
В DEDF-2009 приняли участие более 100 человек из 34 организаций. Было представлено 14 докладов в двух тематических секциях, работал демостенд с образцами инженерных разработок российских и белорусских инновационных компаний. Специальным гостем форума стал Йоханнес Хорват, ведущий инженер по применению продукции Analog Devices и развитию бизнеса в Австрии и Восточной Европе.

### DEDF-2011
Второй Форум разработчиков цифровой электроники состоялся 3 марта 2011 года в московском центре Digital October (Россия). Ключевой темой стала «Практика применения систем-на-кристалле в мультимедийной и портативной электронике». На форуме были представлены реализованные проекты с использованием ОС Linux, Android и WinCE на базе чипов от мировых вендоров, в том числе Samsung и Texas Instruments.
DEDF-2011 был организован инновационной компанией Promwad и дистрибьютором электронных компонентов MT System. На в пленарной части форума были представлены общие аналитические доклады, а практические примеры в области программного и аппаратного обеспечения рассматривались в рамках двух тематических секций.

### DEDF-2012
Третий Форум разработчиков цифровой электроники прошел 30 марта 2012 года, мероприятие снова состоялось в московском центре Digital October. Ключевая тема: «Системы на кристалле в мультимедийных и портативных устройствах. Примеры разработки электроники на базе ОС Linux и Android».
Ключевые темы и технологии, рассмотренные на форуме:
- Пленарная часть: возможности использования процессоров DaVinci компании Texas Instruments, проактивные методы управления на рынке электроники, патентование цифровой микроэлектроники.
- Секция 1. Разработка программного и аппаратного обеспечения: ОС Windows Embedded Compact 7, Embedded Linux Development Kit, универсальная SDR-платформа для беспроводных решений, процессоры Sitara и др.
- Секция 2. Примеры реализованных проектов.

### Хронологическая таблица DEDF
| Дата                                                     | Тематика | Организаторы                          | Место проведения                                                        | Данные по участникам                             |
| -------------------------------------------------------- | --- | ------------------------------------- | ----------------------------------------------------------------------- | ------------------------------------------------ |
| I Форум разработчиков цифровой электроники (DEDF-2009)   | |                                       |                                                                         |                                                  |
| 26 ноября 2009 года                                      | Практика применения цифровых сигнальных процессоров компании Analog Devices в проектировании цифровой электроники                                                                   | Promwad, «Альфачип»                   | Международный образовательный центр им. Йоханнеса Рау (Минск, Беларусь) | Более 100 человек из 34 организаций, 14 докладов |
| II Форум разработчиков цифровой электроники (DEDF-2011)  | |                                       |                                                                         |                                                  |
| 3 марта 2011 года                                        | Практика применения систем-на-кристалле в мультимедийной и портативной электронике                                                                                                  | Promwad, MT System                    | Центр Digital October (Москва, Россия)                                  | 115 слушателей и докладчиков                     |
| III Форум разработчиков цифровой электроники (DEDF-2012) | |                                       |                                                                         |                                                  |
| 30 марта 2012 года                                       | Конференция «Системы на кристалле в мультимедийных и портативных устройствах» + Мастер-класс «Разработка Linux и Android-приложений с использованием отладочных плат TI BeagleBone» | Promwad, MT System, Texas Instruments | Центр Digital October (Москва, Россия)                                  | Более 100 слушателей и 11 докладчиков            |